# ماهواره نور
نور ۱ یک تاسواره چند منظوره ساخت ایران است که در روز چهارشنبه ۳ اردیبهشت ۱۳۹۹ توسط سپاه پاسداران و بوسیله ماهواره‌بر قاصد از کویر مرکزی ایران با موفقیت در مدار ۴۲۵ کیلومتری زمین قرار گرفت. واکنش‌ها به پرتاب این ماهواره، در کشورهای مختلف بسیار متفاوت بوده‌است.
نور ۱، اولین ماهوارهٔ نظامی ایران است که در مدار قرار گرفته‌است.که گفته شده نور ۲و ۳ و۴ هم در راه است
بیش از ۴۰۰ ماهواره نظامی یا با کاربرد دوگانه نظامی-غیرنظامی در مدار زمین قرار دارد که بخش بزرگی از آنها متعلق به آمریکا، روسیه و چین است. در مجموع تنها نزدیک به ۳۰ کشور جهان چنین ماهواره‌هایی دارند.

## پیشینهٔ فعالیت فضایی
در پی پیام رهبر جمهوری اسلامی به امیرعلی حاجی‌زاده و انتصاب وی به سمت فرماندهی و استفاده از عنوان «نیروی هوافضای سپاه» به‌جای نیروی هوایی سپاه، سپاه پاسداران فعالیت در عرصهٔ فضا را در سال ۱۳۸۸ آغاز کرد. در آذرماه ۱۳۹۱، فرماندهی فضایی نیروی هوافضای سپاه تشکیل گردید. فعالیت این بخش پیش از پرتاب ماهواره نور ابعاد رسانه‌ای نیافته بود.

## واکنش‌ها
- مایک پومپئو، دربارهٔ پیامدهای این اقدام به ایران هشدار داد و گفت ایران باید به خاطر پرتاب این ماهواره مسئول شناخته شود و پاسخگو باشد. سخنگوی این وزارتخانه نیز گفت که پرتاب این ماهواره از نظر ایالات متحده نقض قطعنامه ۲۲۳۱ شورای امنیت سازمان ملل متحد است.[۶] اما وزارت خارجهٔ روسیه که یکی از طرف‌های مذاکره‌کننده با ایران در جریان برجام بود، در بیانیه‌ای اعلام کرد که آزمایش ایران خلاف قطع‌نامه‌های شورای امنیت سازمان ملل نیست.[۷]
- فرماندهٔ نیروی فضایی آمریکا، جی ریموند، دربارهٔ ماهوارهٔ نور گفت: «ماهواره‌ای که گفته شده قابلیت تصویربرداری دارد، در واقع یک وبکم معلق در فضا است و بعید است بتواند اطلاعاتی ارائه دهد.»[۸]
- روزنامهٔ لبنانی «البناء» در گزارشی در همین باره نوشت: «ایران در نمایشی غافل‌گیرانه و سریع، از توانایی فنی و علمی خود موفق به پرتاب ماهوارهٔ نور و قرار دادن آن در مدار شد. بدون این‌که ماهواره‌های آمریکایی و اروپایی بتوانند عملیات آماده‌سازی برای پرتاب این ماهواره را رصد کنند. عملیات قرار دادن ماهوارهٔ نور بر موشکی که آن را به فضا برد، به شکل محرمانه، سریع و حداکثر در دو ساعت انجام شد؛ به نحوی که دستگاه‌های رصد بین‌المللی و شرکت‌های ویژهٔ این کار چیزی از علمیات پرتاب نفهمیدند؛ جز پس از آن‌که ماهوارهٔ نور در مدارش در دور زمین قرار گرفت.» در ادامه این گزارش آمده: «عملیات شلیک موشک حامل این ماهواره از هیچ‌کدام از مراکز شناخته‌شدهٔ موشک‌های ایران، صورت نگرفته؛ بلکه از طریق یک سکوی متحرک انجام شد و عملیات شارژ سوخت در مخزن موشک، تنها دو ساعت قبل از پرتاب صورت گرفت.»[۹]

- فرانسه روز پنجشنبه پرتاب ماهواره نظامی ایران به مدار زمین را محکوم کرد و گفت این عمل نقض قطعنامه شورای امنیت ملل متحد است.[۱۰]

## ماهواره نور ۲
در اسفند ۱۴۰۰، ماهواره نور ۲ با استفاده از ماهواره‌بر قاصد از کویر شاهرود به فضا پرتاب شده و در مدار ۵۰۰ کیلومتری مدار زمین قرار گرفته است. ماموریت ماهواره نور ۲ سنجشی و شناسایی عنوان شده است.